# Jean Stecher
Pour les articles homonymes, voir Stecher.
Jean Stecher, né à Gand le 11 octobre 1820 et mort à Liège le 3 septembre 1909, est un philologue et professeurbelge.

## Biographie
Jean Auguste Stecher naît à Gand le 11 octobre 1820. Il est le fils aîné d'un couple d'aubergistes ; son père est d'origine allemande et sa mère flamande.
Il s'inscrit en 1837 à la faculté de philosophie et lettres de l'université de Gand : parmi ses professeurs, Henri Moke et François Huet l'influencent durablement. Jean Stecher obtient son doctorat en 1841 et entame sa carrière dans l'enseignement à Gand. Il suit un semestre d'études en 1845-1846 à l'École spéciale des langues orientales de Paris. De retour à Gand, il fréquente la Société Huet et s'enthousiasme pour la Révolution française de 1848. Il écrit, parfois sous le pseudonyme de Lieven Everwyn, des articles dans le Broedermin et La Flandre libérale . Cet engagement politique libéral progressiste attire sur lui l'attention de la police secrète. Il écrit aussi plusieurs brochures de propagande à destination du petit peuple flamand.
En 1850, il est transféré à la faculté de philosophie et lettres de l'université de Liège où il enseigne d'abord les auteurs de l'Antiquité, puis enseigne le grec et le latin. Succédant à Auguste Baron, il enseigne l'histoire de la littérature française à partir de 1860. En 1869, il donne également le cours de l'histoire de la littérature flamande.
Engagé socialement, il est l'un des fondateurs, en 1866, de la Société Franklin de Liège et est le premier président de la Ligue de l'enseignement liégeoise l'année suivante.
Admis à l'éméritat en 1890, Jean Stecher meurt à Liège le 3 septembre 1909.

## Quelques publications

### En néerlandais
- Korte levensschets van Jacob van Artevelde (1295-1345), 1846
- De eerste Fransche Revolutie, 1848
- De Patriottentijd, 1849
- Onpartijdige volkshistorie der Belgische Grondwet, 1851

### En français
- Analyse des doctrines linguistiques de Guillaume de Humboldt, 1851
- Flamands et Wallons, 1859
- Schiller et la Belgique, 1860
- Superstitions wallonnes, 1875
- Œuvres de Jean Lemaire de Belges, 1882-1891 (4 vol.)
- Histoire de la littérature néerlandaise en Belgique, 1886
- Jean Lemaire de Belges : sa vie, ses œuvres, 1891
- La Belgique bilingue, 1897